# Spitsbergen (Schiff)
Die Spitsbergen ist ein Passagierschiff der Reederei HX, das seit 2016 für Expeditionskreuzfahrten eingesetzt wird. Anfangs fuhr es auch auf der Hurtigruten entlang der Küste Norwegens im Linienverkehr.

## Geschichte
Die Spitsbergen wurde 2006 von der Reederei Atlânticoline bei der portugiesischen Werft Estaleiros Navais de Viana do Castelo (ENVC) in Auftrag gegeben, am 14. November 2007 mit der Baunummer 258 auf Kiel gelegt und 2009 als kombinierte Personen- und Autofähre im Lloyd’s Register of Shipping eingetragen. Als Atlântida sollte das Schiff unter der Flagge Portugals für den Fährverkehr der Azoren eingesetzt werden. Da jedoch die vertraglich vereinbarte Mindestgeschwindigkeit nicht erreicht wurde, kündigte Atlânticoline den Vertrag mit der Bauwerft und stornierte auch den Vertrag zum Bau eines zweiten Schiffes. Der Neubau wurde nach der Fertigstellung aufgelegt. 2011 sollte die Atlântida nach Venezuela verkauft werden, nachdem die venezolanische Regierung Interesse an dem Schiff gezeigt hatte, um es im Fährverkehr von La Guaira zu den Inseln La Orchila, Los Roques und Isla Margarita einzusetzen. Das Geschäft kam jedoch nicht zustande. Neben verschiedenen anderen Überlegungen war auch der Umbau zu einem Kreuzfahrtschiff im Gespräch, um das Schiff verkaufen zu können. Im September 2014 wurde es an das Unternehmen Douro Azul verkauft, das es umbauen und von Mystic Cruises für Kreuzfahrten auf dem Amazonas vermarkten lassen wollte. Wenig später gab Douro Azul die Pläne zum Umbau des Schiffes auf und verkaufte es schließlich an die norwegische Reederei Hurtigruten AS, die das Schiff am 25. Juni 2015 unter dem Namen Norway Explorer in die Flotte übernahm und auf der Werft Oresund Drydocks im schwedischen Landskrona für den Einsatz auf der Hurtigruten umbauen ließ. Dabei wurden unter anderem die Fahrzeugdecks entfernt und zusätzliche Passagierkabinen eingebaut.
Der Name wurde im Rahmen eines Wettbewerbes aus mehr als 15.000 Vorschlägen ausgewählt. Am 6. Juli 2016 wurde die Spitsbergen auf den Lofoten getauft.
Das Schiff wurde in der Saison 2016 als Spitsbergen zunächst auf der Hurtigruten eingesetzt. Es ersetzte dort die Midnatsol.  Ab 2017 war das Schiff auf Expeditionskreuzfahrten für Hurtigruten AS im Einsatz und fährt seit der Abspaltung des Expeditionskreuzfahrtgeschäfts unter der Flagge der Reederei HX.
Das Schiff wurde 2017 mit dem „Shippax Award 2017“ ausgezeichnet.

## Maschinenanlage und Antrieb
Der Antrieb des Schiffes erfolgt dieselelektrisch. Für die Stromerzeugung stehen zwei Paar Dieselgeneratorsätze der Anglo Belgian Corporation zur Verfügung, die jeweils von 16-Zylinder-V-Motoren bzw. Sechszylinder-Reihenmotoren betrieben werden. Weiterhin wurde ein Notgenerator installiert. Der Antrieb erfolgt durch zwei rundum steuerbare Propellergondeln des finnischen Herstellers Steerprop, die mit jeweils zwei gegenläufigen 3-Blatt-Festpropellern (ein Schub-, ein Zugpropeller) ausgestattet sind, die ihrerseits von Siemens-Drehstrommaschinen angetrieben werden. Im Vorschiffsbereich befinden sich zwei Querstrahlsteueranlagen.

## Ausstattung
Das Schiff verfügt über sechs für Passagiere zugängliche Decks. Zwei der Decks waren zunächst Autodecks, die über eine nach Backbord herunterklappbare Heckrampe sowie eine auf Backbordseite, etwa mittschiffs angeordnete, Seitenrampe befahren werden konnten. Für Passagiere standen 27 Kabinen zur Verfügung, davon 17 Zweibett- und 10 Vierbettkabinen. Insgesamt war das Schiff für 750 Passagiere zugelassen. Nach dem Umbau verfügt das Schiff über 94 Passagierkabinen, davon acht Suiten mit Balkon. Die Passagierkapazität wird mit 335 Personen angegeben.